# Calathus bolivar
Calathus bolivar är en skalbaggsart som beskrevs av Negre. Calathus bolivar ingår i släktet Calathus och familjen jordlöpare. Inga underarter finns listade i Catalogue of Life.